# Dicranophragma (Dicranophragma) nubiplenum
Dicranophragma (Dicranophragma) nubiplenum is een tweevleugelige uit de familie steltmuggen (Limoniidae). De soort komt voor in het Oriëntaals gebied.